# Koffein
Koffein, även känt som guaranin då det återfinns i guarana, matein då det återfinns i mate, och tein då det återfinns i te, är en besk vit kristallin xantinalkaloid och en psykoaktivt centralstimulerande drog. Den fungerar som ett milt vätskedrivande medel hos individer som inte tagit koffein tidigare, men denna effekt kan försvinna vid regelbundet bruk. Koffein upptäcktes av den tyske kemisten Friedrich Ferdinand Runge 1819 och isolerades första gången av honom året efter. Han myntade begreppet ”kaffein”, en kemisk förening i kaffe som i Sverige fick namnet koffein.
Koffein återfinns i olika mängder i bönor, blad och frukter hos över 60 olika växter. Det fungerar i växter som ett naturligt bekämpningsmedel som förlamar och dödar vissa insekter när de äter av växterna, alternativt gör större bladätare som däggdjur ”oroliga”, så att de inte stannar och äter någon längre tid på samma plats. Ämnet nyttjas av människor, som utvinner det ur kaffeplantans bönor, tebuskens blad, från kolanöten eller från kakao. Andra koffeinkällor är bland annat yerba mate, guaranabär, och växten Ilex vomitoria. Ämnet nyttjas antingen naturligt i exempelvis kaffe och choklad eller som tillsats i exempelvis energidrycker. När ämnet förekommer i dessa produkter används ofta andra namn (såsom tein etc.), men det är samma kemiska förening – koffein – som förekommer i samtliga dessa.
Hos människor är koffein en stimulant av det centrala nervsystemet och har förmågan att tillfälligt motverka trötthet. Känslan av att det är lättare att fokusera kan också upplevas. Om stora mängder intas kan ämnet ge hjärtklappning, illamående, sömnproblem och muskeldarrningar. Människor är olika känsliga för koffein. Vissa känner effekt av små doser medan andra kan bruka stora mängder utan större problem. En del upplever att ämnet ger ångest. 
Bruk av drycker innehållande koffein, som exempelvis kaffe, te, vissa läsksorter och energidrycker, är spritt i alla åldrar över hela världen. Koffein är världens mest konsumerade psykoaktivt verkande drog. Årligen konsumeras globalt 120 000 ton koffein. Koffein är lagligt och oreglerat i så gott som alla jurisdiktioner. I Nordamerika konsumeras koffein dagligen av 90 procent av den vuxna befolkningen. Koffein betraktas av de flesta människor som relativt harmlöst. En studie gjord år 2008 visade att ett regelbundet intag av koffein kan skapa humörsvängningar och under graviditet öka risken för missfall, men en annan studie gjord under samma år hittade inga korrelationer med koffeinintag och ökade missfall. Koffein har viss antibakteriell effekt.

## Uppbyggnad
Koffein är en luktlös purinalkaloid (basisk). Purin är också byggsten i nukleotider, nämligen adenin och guanin.

## Verkningar
- Blodtryckshöjande för vissa människor
- Kan höja pulsen
- Yrsel och illamående
- Vidgar bronkerna
- Stimulerar det centrala nervsystemet
- Lägre tarmrörelse (tarmperistaltik)
- Högt intag kan ge upphov till sömnlöshet

Koffeinets effekt beror främst på att den blockerar receptorer för adenosin i centrala nervsystemet. Adenosin är en signalsubstans som dämpar vakenhetsgraden genom att den har vasodilaterande effekter och gör så att den glatta muskelaturen slappnar av. Adenosin har även smärtstillande effekter och reglerar hjärtrytm. I hjärnan reglerar adenosinet frisättningen av neurotransmittorer vilket har en avgörande roll i regleringen av sömn, upphetsning, kognition, minne och inlärning. Adenosinreceptorerna A2 och A1 stör effektiviteten och plasticiteten i synaptisk överföring. Blockeringen av receptorerna påverkar indirekt frisättningen av signalsubstanser såsom noradrenalin, dopamin, acetylkolin, serotonin, glutamat och gamma-aminosmörsyra (GABA). Dessa signalsubstanser förändrar humör, minne, vakenhet och kognitiv funktion. Utöver adenosinreceptorerna i centrala nervsystemet, finns även adenosinreceptorer i njuren. När dessa blockeras sker hos vissa en lätt ökning av urinmängderna initialt. Koffein har därför ibland felaktigt benämnts som vätskedrivande. Kroppen kompenserar senare för den ökade urinproduktionen och vätskebalansen förblir därför oförändrad relaterad till mängd intagen vätska. Koffeininnehållande vätska är därför att likställa med vatten vad gäller hydreringspotential långsiktigt.
Koffein som njutningsmedel anses allmänt vara relativt harmlöst. Också vid mångårigt bruk känner man idag inte till några tydliga medicinska skador eller biverkningar ("kaffedarren"). Detta förutsätter dock "normal" konsumtion av en i övrigt frisk person, då de flesta ämnen blir farliga vid höga doser. Toxisk dos för de flesta (vuxna) människor ligger på ungefär 20 mg per kg som personen väger. Dödlig dos tros ligga runt 150-200 mg per kg, vilket kan uppskattas till cirka 100 koppar kaffe.
Koffein har även en påverkan på lagringen av kalcium som vidare har betydelse vid intracellulär signalering. Låga koncentrationer underlättar upptaget meden höga doser hämmar det. Verkningsmekanismen är endast märkbar vid höga koncentrationer av koffein som “normal” konsumtion inte medför. Vidare kan giftiga koncentrationer ha en hämmande effekt på fosfodiesteraser, vilket är en grupp proteiner som bryter ner cykliskt AMP (cAMP). När fosfodistaterna minskar, ökar cAMP i cellen. Höga koncentrationer av cAMP stimulerar frisättningen av dopamin, epinefrin och noepinefrin vilket påverkar humör, minne, vakenhet och kognitiv funktion. Vidare påverkar cAMP utsöndringen av insulin.

## Koffeinberoende
Koffein kan vara beroendeframkallande. Mer eller mindre allvarliga abstinensbesvär kan också uppstå när ett stadigt intag av koffein plötsligt upphör. De vanligaste besvären är huvudvärk, trötthet, initiativlöshet och mild depression. Symptomen kommer 12-36 timmar efter den sista dosen. Huvudvärken kan hålla i sig ett fåtal dagar, de övriga symptomen försvinner gradvis och kan kännas av i upp till ett par veckor innan de är helt borta.
Vissa producenter av energidrycker hävdar i sin marknadsföring, tvärtemot vad forskningen visar, att koffein inte skulle vara beroendeframkallande.
Koffein stod tidigare med på listan över dopningspreparat hos Internationella Olympiska Kommittén, men är nu borttaget.

## Förekomst

### Naturlig förekomst
- Koffein är den uppiggande beståndsdelen i kaffe. Förutom i skalen hos kaffebusken finns koffein i flera andra växter. Själva kaffebönan innehåller cirka en procent koffein.
- Koffein är den uppiggande beståndsdelen i te och kallas då ofta tein. En kopp te innehåller 30–70 mg koffein och cirka 5 mg teofyllin.
- Koffein utvinns ur guaranabär från guaranabusken och kallas då guaranin. Ett guaranafrö kan innehålla upp till 40 milligram guaranin (rekommenderat maxintag för en människa är 1 gram). Guaraninet dödar insekter som försöker äta växten eller dess bär, och fungerar därmed som ett naturligt insektsmedel. Guarana förekommer ofta som tillsats i energi- och läskedrycker (se guaranaläsk).
- I choklad finns det små mängder koffein[15][16] och också en liknande kemisk substans som heter teobromin.

### Som extrakt och tillsatsämnen i livsmedel
- Koffein är besläktat med teofyllin (som används som astmamedikament) och med teobromin.
- Många energidrycker, och vissa andra läskedrycker, såsom Coca-Cola, innehåller koffein.
- Koffein framställs också i tablettform. Tidigare såldes dessa receptfritt, men sedan fyra fall av överdosering som lett till döden dokumenterats, beslutade Läkemedelsverket att receptbelägga de större förpackningarna, 100-pack och 250-pack, 2004. Den mindre, 30-pack, receptfria förpackningen saluförs fortfarande.
- Halstablettföretaget Vicks hade en halstablettsort (Red Energy) som marknadsfördes för sina uppiggande effekter, till följd av koffeininnehåll, den togs dock bort.

Nedan följer en tabell som visar olika dryckers koffeinkoncentration; alla siffror är hämtade från respektive tillverkare.
| Födoämne                     | Koffeinhalt (mg/l eller mg/tablett) | Portionsstorlek                   | Koffeinmängd i en portion (mg) |
| ---------------------------- | ----------------------------------- | --------------------------------- | ------------------------------ |
| Spike Shooter                | 1 200                               | Burk, 25 cl                       | 300                            |
| Cocaine                      | 1 120                               | Burk, 25 cl                       | 280                            |
| Vanligt starkt kaffe         | 800                                 | Kopp, 15 cl                       | 120                            |
| Celsius                      | 564                                 | Burk, 35,5 cl                     | 200                            |
| NJIE                         | 550                                 | Burk, 35,5 cl                     | 180                            |
| Nocco BCAA                   | 550                                 | Burk, 33 cl                       | 180                            |
| Koffeintabletter (apotekets) | 100                                 | 1 tablett                         | 100                            |
| Foosh Power Mints            | 100                                 | 1 pepparmint                      | 100                            |
| Red Bull                     | 320                                 | Burk, 25 cl                       | 80                             |
| Monster                      | 320                                 | Burk, 50 cl                       | 160                            |
| Svart te                     | 400                                 | Kopp, 20 cl                       | 80                             |
| FCB Wolverine                | 320                                 | Burk, 25 cl                       | 80                             |
| Euphoria Energy Drink        | 320                                 | Burk, 25 cl                       | 80                             |
| Club-Mate                    | 200                                 | Flaska, 50 cl                     | 100                            |
| Amerikansk Jolt Cola         | 200                                 | Burk, 33 cl                       | 66                             |
| Svagt kaffe                  | 400                                 | Kopp, 15 cl                       | 60                             |
| Svensk Jolt Cola             | 150                                 | Burk, 33 cl                       | 50                             |
| Volt Cola                    | 320                                 | Burk, 50 cl                       | 160                            |
| Coca Cola                    | 100                                 | Burk, 33 cl                       | 33                             |
| Coca Cola Energy             | 320                                 | Burk, 25 cl                       | 80                             |
| Euroshopper Energy Drink     | 150                                 | Burk, 50 cl                       | 75                             |
| Mountain Dew                 | 152                                 | Burk, 33 cl                       | 54                             |
| Grönt te                     | 200                                 | Kopp, 20 cl                       | 40                             |
| Trocadero                    | 79                                  | Burk, 33 cl                       | 26                             |
| Vicks Red Energy             | 25                                  | 1 tablett (20 tabletter per påse) | 25                             |
| Kaffeböna (robusta)          | 6                                   | 1 böna                            | 6                              |
| Kickup Snus                  | 5                                   | 1 prilla (25 prillor per dosa)    | 5                              |
| Kaffeböna (arabica)          | 2                                   | 1 böna                            | 2                              |